# Lucas Martins
Lucas Martins (Montes Claros, 1988. november 11. –) brazil MMA-harcos. A brazil dzsúdzsucuban lila övvel rendelkezik. MMA-meccseinek mérlege pozitív, 18 meccséből 15-öt megnyert.